# Pfulgriesheim
Pfulgriesheim je občina v departmaju Bas-Rhin francoske regije Alzacija.
Leta 1990 je v občini živelo 1 081 oseb oz. 225 oseb/km².